# Campiglossa shensiana
Campiglossa shensiana är en tvåvingeart som först beskrevs av Chen 1938.  Campiglossa shensiana ingår i släktet Campiglossa och familjen borrflugor. Inga underarter finns listade.